# Сервій Корнелій Сципіон Сальвідієн Орфіт (консул 82 року)
Се́рвій Корне́лій Сципіо́н Сальвідіє́н Орфі́т (лат. Servius Cornelius Scipio Salvidienus Orfitus; ? — до 96) — державний діяч Римської імперії, консул-суфект 82 року.

## Життєпис
Походив з патриціанського роду Корнеліїв, його гілки Сципіонів. Син Сервія Корнелія Сципіона Сальвідієна Орфіта, консула 51 року. Про молоді роки відомо замало. У 66 році лишився батька, якого було страчено за наказом імператора Нерона.
Піднесення кар'єри відбулося за часів правління імператора Отона, а потім імператора Веспасіана. Тоді увійшов до складу римського сенату. У 82 році став консулом-суфектом разом із Сервієм Іноцентом. Після цього готував або брав участь у заколоті проти імператора Доміціана. За це відправлено у вигнання на один з островів Тирренського моря. Згодом за наказом Доміціана його було страчено, втім рік невідомий.

## Родина
- Сервій Корнелій Сципіон Сальвідієн Орфіт, консул 110 року